# Les petits trésors
|  | Denne artikel er oprettet af botten Steenthbot ud fra en ekstern database. Den kan derfor have sproglige fejl eller mangler. Denne skabelon kan fjernes efter kontrol af indholdet. |

Les petits trésors er en dansk kortfilm fra 2017 instrueret af Marie De Barthès.